# Canadian Museum of History

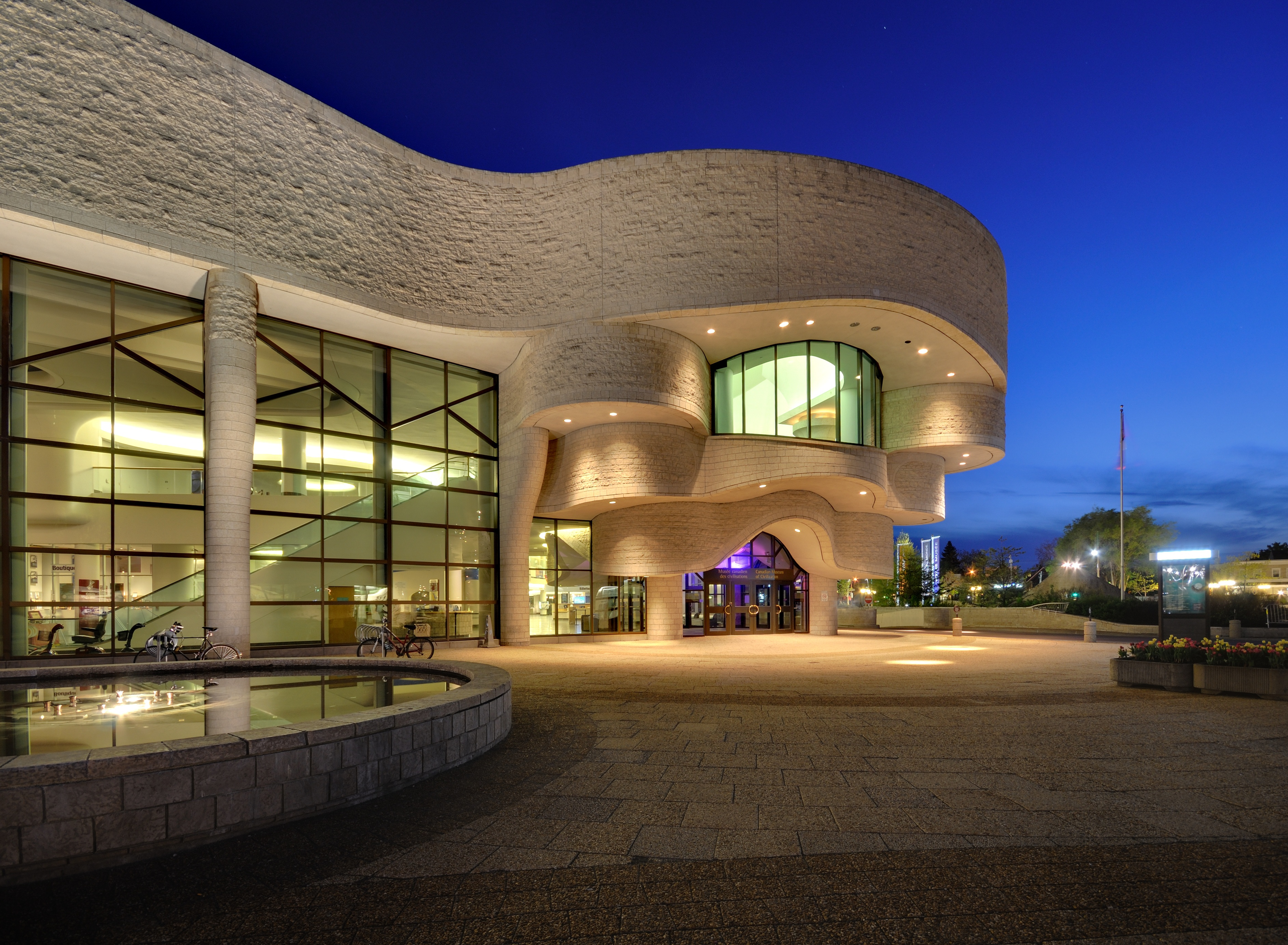
Ingang van het museum

Het Canadian Museum of History (Frans: Musée canadien de l'histoire) is het Nationaal Museum van Canada over de geschiedenis van de mens. Het is het meest bezochte en populairste museum van Canada. Het is gelegen in Gatineau (Quebec). Het voornaamste doel van het museum is het verzamelen, bestuderen en tonen van materiële objecten die de menselijke geschiedenis van Canada en de culturele diversiteit van de Canadezen verhelderden. Voor de bezoekers is het de permanente galerij het meest bekend. Deze galerij toont Canada in de loop van 20.000 jaar met de nadruk op de menselijke historie. Ook is het museum bekend door de architectuur en de locatie. Het museum is gelegen aan de Ottawa. Het museum heeft naast permanente gedeeltes ook een steeds weer veranderend programma van speciale tentoonstellingen, die ingaan op thema's over Canada en over andere culturen en beschavingen, zowel in het heden als in het verleden. Verder is het museum ook een onderzoeksinstituut. Het beschikt over een professionele leiding met onder andere historici en archeologen.
Het museum werd opgericht in 1856 en is daarmee een van de oudste culturele instituten van Noord-Amerika. Het gebouw bevat eveneens het Canadian Children's Museum, Canadian Postal Museum en het IMAX Theatre met 3D-films. Het museum wordt beheerd door het Canadian Museum of History Corporation, een organisatie die ook verantwoordelijk is voor het Canadian War Museum en het Virtual Museum of New France.